# The Handsome Family
The Handsome Family es un dúo de country alternativo y Americana, integrado por Brett Sparks y Rennie Sparks, formado en Chicago, Illinois pero actualmente con residencia en Albuquerque, Nuevo México. Brett y Rennie son marido y mujer. El grupo ha adquirido cierta relevancia recientemente ya que su tema “Far from any road” del álbum Singing Bones fue utilizado en la cabecera de la primera temporada de la serie de HBO True Detective.

## Discografía
- Odessa (1994) Carrot Top Records / 	Scout Releases
- Milk and Scissors (1996) Carrot 	Top Records / Scout Releases
- Invisible Hands (1997) Carrot Top 	Records / Scout Releases
- Through the Trees (1998) Carrot 	Top Records / Loose Music
- In the Air (2000) Carrot Top 	Records / Loose Music
- Twilight (2001) Carrot Top Records 	/ Loose Music
- Singing Bones (2003) Carrot Top 	Records / Loose Music
- Last Days of Wonder (2006) Carrot 	Top Records / Loose Music
- Honey Moon (2009) Carrot Top 	Records / Loose Music
- Wilderness (2013) Carrot Top 	Records / Loose Music